# Nicolau Guzzardi
Nicolau Guzzardi, também conhecido como Totó (San Lucido, 30 de novembro de 1911 - São Paulo, 1983), foi um empresário, palhaço, ator, apresentador, diretor e produtor italiano, radicado no Brasil.

## Carreira
Seu nome de batismo era Nicola Guzzardi e ao chegar ao Brasil, em 1928, mudou seu primeiro nome para Nicolau e estabeleceu-se na região de Santo André, na grande São Paulo. Após trabalhar como peixeiro e barbeiro, juntou-se a uma trupe de circo e iniciou a vida artística. Em 1942, fundou o "Circo Teatro Totó", atuando em peças cômicas e como o palhaço Totó; adotando este nome em homenagem ao compatriota Totò (Antonio de Curtis).
Após a venda do circo, dedicou-se ao cinema e o teatro. Por muitos anos atuou na "Companhia Teatral de Nilo Nelo" e depois fundou a sua próprio companhia, em parceria com a esposa Guiomar Sarmento, onde atuou, produziu e dirigiu peças. Com sua companhia, em 1959 produziu e atuou na peça de inauguração do "Teatro Conchita de Moraes". Entre suas peças teatrais, esta a comédia "5 Coroas". Em 1962, foi apresentador do programa "Bate-Solas", na TV Excelsior.
Entre a década de 1950 e 1960, manteve empreendimentos, como uma revenda e representação comercial de uma empresa de colchão de molas e uma loja de roupas chamada "O Primo Pobre".
Sua maior visibilidade foi no cinema, trabalhando ao lado do amigo circense Mazzaropi nos filmes O Corintiano, As Aventuras de Pedro Malasartes, Jeca Tatu e Tristeza do Jeca. Mas sua estreia no cinema ocorreu no filme Pra Lá de Boa, em 1949, seguidos de Eu Quero é Movimento, Aguenta Firme, Isidoro, Coração Materno e Matar ou Correr.
Foi casado com a atriz Guiomar Sarmento entre 1941 e 1948 e com a atriz e autora Amor Rodrigues Faya.

## Morte
Totó morreu em 1983, quando passou mal durante um peça teatral onde atuava no "Teatro Paulo Eiró". Foi um mal súbito decorrente de uma ACV e sua vida se extinguiu ainda nas dependências do teatro. 